# A.V. Lionitas
Atletiek Vereniging Lionitas (in het kort A.V. Lionitas of Lionitas) is de atletiekvereniging van Leeuwarden. Deze club is in 1962 opgericht. Zij is ontstaan uit een fusie tussen de atletiekverenigingen Marathon en Vitesse. Sindsdien is dit de enige atletiekvereniging in Leeuwarden. De vereniging is officieel lid van de Atletiekunie en behoort tot de atletiekregio Friesland.
Lionitas bestaat uit zowel een baanatletiek- als een wegatletiektak. Bij de baanatletiek bestaat dit uit verschillende onderdelen als afstanden, speerwerpen, kogelstoten, hoogspringen e.d., ook wel meerkamp genoemd.
De wegatletiek is zeer divers. Dit gaat van recreatief tot lopers die regelmatig wedstrijden lopen. Zo zijn er verschillende beginnersgroepen, worden er clinics georganiseerd, is er een midden-, prestatie- en een wedstrijdgroep. Voor de jeugd zijn er de pupillen en CD-junioren. Getraind wordt er op de kunststofatletiekbaan die in 1994 in gebruik is genomen en in 2010 geheel is gerenoveerd. Daarnaast trainen een aantal groepen ook buiten de atletiekbaan.
Lionitas heeft in 2007 meegedaan aan het organiseren van de Marathon van Leeuwarden.

## Bekende (oud-)atleten
Van de topatleten die Lionitas heeft voortgebracht zijn de atletes Elly van Hulst en Marjon Wijnsma de bekendste. Beiden namen deel aan Olympische Spelen en waren vele malen Nederlands kampioen en nationaal recordhouder.
Momenteel zijn enkele bekende wegatleten van Lionitas onder andere Remon van Lunzen en Martin Ketellapper.
Sifan Hassan begon haar atletiekcarrière bij de Leeuwarder vereniging Lionitas.

## A.V. Lionitas medailles op NK's
A.V. Lionitas heeft sinds 2007 1 officiële NK-medaille binnengehaald bij de senioren.
| Jaar | Onderdeel |  | Plaats | Mannen             | Prestatie |  | Plaats | Vrouwen | Prestatie |
| ---- | --------- |  | ------ | ------------------ | --------- |  | ------ | ------- | --------- |
| 2009 | 100 km    |  | Goud   | Martin Ketellapper | 7:32.35   |  |        |         |           |